# San José de la Montaña

Bandeira de San José de la Montaña.

Localização de San José de la Montaña, no departamento de Antioquia.

San José de la Montaña é uma cidade e município da Colômbia, no departamento de Antioquia. Dista de 129 quilômetros de Medellín, a capital do departamento, e apresenta uma superfície de 127 quilômetros quadrados.